# Kaunan
| Kaunan           | Kaunan          | Kaunan          | Kaunan         | Kaunan         | Kaunan         | Kaunan         |
| Nome             | Proto-germanico | Proto-germanico | Antico inglese | Antico inglese | Norreno        | Norreno        |
| ---------------- | --------------- | --------------- | -------------- | -------------- | -------------- | -------------- |
| Nome             | *Kaunan (?)     | *Kaunan (?)     | Cen            | Cen            | Kaun           | Kaun           |
| Significato      | ulcera          | ulcera          | fiaccola       | fiaccola       | ulcera         | ulcera         |
| Forma            | Fuþark antico   | Fuþark antico   | Fuþorc         | Fuþorc         | Fuþark recente | Fuþark recente |
| Forma            |                 |                 |                |                |                |                |
| Unicode          | ᚲ U+16B2        | ᚲ U+16B2        | ᚳ U+16B3       | ᚳ U+16B3       | ᚴ U+16B4       | ᚴ U+16B4       |
| Traslitterazione | k               | k               | c              | c              | k              | k              |
| Trascrizione     | k               | k               | c              | c              | k, g           | k, g           |
| IPA              | [k]             | [k]             | [k], [c]       | [k], [c]       | [k], [g]       | [k], [g]       |
| Ordine alfab.    | 6               | 6               | 6              | 6              | 6              | 6              |

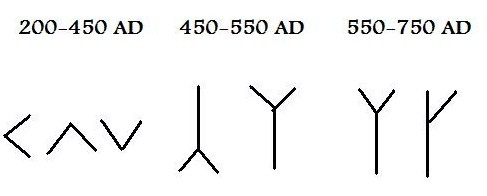
L'evoluzione nei secoli della runa nel Fuþark antico.

*Kaunan ("ulcera") o *Kenaz ("fiaccola") è il nome proto-germanico ricostruito della runa del Fuþark antico k (carattere Unicode ᚲ). Versioni successive di questa runa compaiono anche nel Fuþorc anglosassone e frisone con il nome di Cen ("fiaccola", carattere Unicode ᚳ) e nel Fuþark recente con il nome di Kaun ("ulcera", carattere Unicode ᚴ).
La forma della runa kaunan in Fuþark antico è basata direttamente sulla lettera etrusca c (, 𐌂) e sulla lettera latina C; le forme del Fuþorc e del Fuþark recente hanno punti di somiglianza con quelle della lettera etrusca k (, 𐌊) e della lettera latina K (vedi l'elmo di Negau). La lettera corrispondente nell'alfabeto gotico (, 𐌺) è chiamata kusma.

## Poemi runici
La runa kaunan compare in tutti e tre i poemi runici: essa viene chiamata Kaun nei poemi norvegese ed islandese e Cen in quello inglese.
| Poema runico: | Traduzione: |
| Antico norvegese ᚴ Kaun er barna bǫlvan; bǫl gørver nán fǫlvan.                                                                  | L'ulcera è fatale per i bambini; la morte rende pallido un cadavere.                                                                         |
| islandese ᚴ Kaun er barna böl ok bardaga [för] ok holdfúa hús. flagella konungr.                                                 | Ulcera, malattia fatale per i bambini e punto doloroso e dimora della mortificazione. Re dei flagelli.                                       |
| Antico inglese ᚳ Cen byþ cwicera gehwam, cuþ on fyre blac ond beorhtlic, byrneþ oftust ðær hi æþelingas inne restaþ.             | La fiaccola è nota ad ogni uomo vivente per la sua pallida, brillante fiamma; brucia sempre all'interno del luogo in cui i principi siedono. |
| Note: - Il poema islandese presenta la parola latina flagella "fruste". - Il poema inglese dà alla runa il nome cen, "fiaccola". | |